# Jack Griffo
Jack Davis Griffo, född 11 december 1996 i Orlando i Florida, är en amerikansk skådespelare. Han spelade rollen som Maximus "Max" Thunderman i Nickelodeon-serien The Thundermans från 2013 till 2018. Han har också medverkat i Nickelodeon-filmerna Murphys lag (Jinxed) och Adams kloner (Splitting Adam), samt i Netflix-serien Alexa & Katie.

## Filmografi

### Filmer
- Sound of My Voice
- American Hero
- Apple of My Eye
- Those Left Behind
- The 2nd

### TV serier
- Kickin' It
- Bucket and Skinner's Epic Adventures
- Marvin Marvin
- Jessie
- See Dad Run
- Jinxed
- The Thundermans
- AwesomenessTV
- Nicky, Ricky, Dicky & Dawn
- Splitting Adam
- Sharknado 3: Oh Hell No!
- NCIS: Los Angeles
- Henry Danger
- Paradise Run
- The Dude Perfect Show
- Alexa & Katie
- Lip Sync Battle Shorties
- The Loud House
- School of Rock
- Best.Worst.Weekend.Ever.
- Knight Squad
- SpongeBob SquarePants
- SEAL Team
- The Christmas High Note